# Empty Sky (песня)
Empty Sky — песня Элтона Джона со словами Берни Топина. Это первый трек его первого альбома «Empty Sky», выпущенного в 1969 году.

## Структура трека
Это была первая песня, которую Элтон Джон выпустил в альбоме. Она начинается с необычного конга-ритма с дальнейшим аккомпанементом фортепиано и басом перед вступлением ударных, гитары и началом первого куплета.

## Исполнители
- Элтон Джон — фортепиано, орган, вокал
- Caleb Quaye — электрогитара, конга
- Tony Murray — бас-гитара
- Roger Pope — ударная установка
- Graham Vickery — губная гармоника